# Långagylet (Asarums socken, Blekinge)
Långagylet är en sjö i Karlshamns kommun i Blekinge och ingår i Bräkneån-Mieåns kustområde. Sjön är 9,2 meter djup, har en yta på 0,0196 kvadratkilometer och befinner sig 65 meter över havet.